# 天正最上の乱
天正最上の乱（てんしょうもがみのらん）は、天正2年（1574年）に起きた出羽国の戦国大名・最上氏の内乱。最上氏当主・最上義光と、隠居した父・最上義守との間で起こった争いである。

## 背景
元亀元年（1570年）、最上氏当主の義守と嫡男の義光父子の間で争いが生じた。最上義守が次男中野義時を偏愛し家督を譲ろうとしたことが原因だという（後述）。義守の娘・義姫の夫である伊達輝宗が義守方につき、山形盆地を中心とした地域で小競り合いが生じた。この争いは5月に重臣・氏家定直の説得によって和解し、8月に義光は家督を継いで山形城主となった。義光24歳、義守49歳の時である。翌年義守は出家して栄林と号した。
ところが家督を継いだ義光が、周辺の国人や豪族に強硬な姿勢で臨むと、これに反発した国人・豪族らは、隠居していた義守を担ぎ出して義光を追い落とそうとし、父子の対立が再燃した。天正2年（1574年）1月、義守が伊達輝宗に援軍を求める書状を送ると、輝宗はその10日後には軍を最上領内に派遣し、伊達・最上義守対最上義光の構図で戦が始まった。これが天正最上の乱である。

## 経過

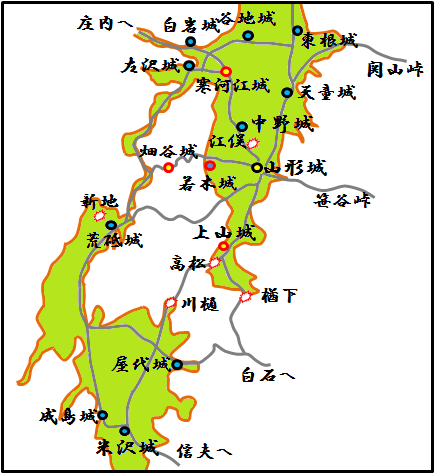
山形城・米沢城および周辺地図

1月25日、伊達家臣・小梁川盛宗が上山城を攻めると上山満兼は伊達方に降伏した。1月29日、伊達に味方する村山地方の国人たちは伊達輝宗への忠義を示すため、最上義光に近い寒河江城主・寒河江兼広を攻める。この時、最上氏庶流（血統は最上氏庶流だが本姓は清和源氏里見氏流で半ば独立状態）の天童頼貞・蔵増頼真ばかりか、姻戚の谷地城主白鳥長久や寒河江氏一族の白岩氏・溝延氏・左沢氏までもが伊達勢に同調したため、攻められた寒河江城は三重の堀の二重目までが崩され、2月2日寒河江兼広は降伏した。（一説には寒河江氏はそもそも義守方で、伊達方が攻めてきたためやむなく戦ったともいわれる）
このように、最上氏周辺の国人はほとんどが義守方についたため、義光は和議を結ぼうとしたが成立しなかった。2月24日義光側が伊達氏北条荘（置賜郡川樋）を攻め、目々沢丹後守等を打ち取る。2月28日義光と義守の間で和議がなり、北条荘の戦いでの捕虜の解放及び楢下（上山市）に出陣した義光側の手勢の退却が輝宗に伝えられる。しかし3月28日、突如上山より北条荘へ義光が夜襲をかけるに及び、輝宗は4月15日畑谷城を攻めた。さらに22日、伊達・信夫・苅田・柴田勢に陣触を出し全面戦争の構えにでる。5月3日～4日義光は若木勢と戦い（山形市若木）、5日義守及び中野氏と江股（山形市江俣）で戦う。7日輝宗は屋代荘新宿（置賜郡）へ、11日北条荘中山に出陣し義光の村（上山市高松）に火をかけた。20日輝宗勢と義光勢が鉄砲戦を行う。6月2日義光勢が新地に夜襲をかけ白石氏・桑折氏の陣を焼いた。7日輝宗は畑谷へ移り城を攻めるが、同盟関係にあった会津の蘆名盛興が死去したとの報告が届いたため、翌8日簗沢城を攻めた後9日米沢へ帰還した。6月伊達氏と敵対していた相馬氏が義光へ協力を求める書状を送ったという。
遡って4月、伊達実元は陸奥二本松攻めで支城の八町目を攻め取り、二本松城をも伺う勢いであった。二本松氏は和睦を求めて多方面に斡旋を求めたが、6月二本松氏の策謀の露見によって和議は実現しなかった。
7月25日寒河江兼広が義光に再び接近したことを知った輝宗は激怒し、屋代荘新宿に出陣した。8月4日輝宗と義光は楢下で戦い、白鳥長久は8月27日和議を提案した。9月1日・9日最上家臣の氏家氏と伊達家臣亘理氏が交渉し9月10日和議が成立した。

## その後
最上氏は伊達氏より完全に独立するとともに、最上郡・村山郡の国人の帰趨が明らかとなった。天童氏及び東根・西根の国衆は義光と和議を結んだものの、白鳥氏は条件面で折り合わず、和議が成らなかった。乱で義守・伊達方についた最上八楯や上山氏・白鳥氏・寒河江氏・大宝寺氏らはいずれも天正5年（1577年）以降義光に攻められ、滅ぼされている。伊達氏は二本松氏との和睦や相馬氏との争いなど、天文の乱で失った陸奥南部（伊具郡）方面での活動が盛んになる。

## 主な参加武将
- 義光方
  - 最上義光
    - 氏家守棟

  - 楯岡光直
  - 大崎義隆
  - 里見民部
  - 寒河江兼広（寒河江城主）
- 義守方
  - 最上義守
  - 中野氏
  - 高擶氏
  - 上山満兼（天童氏庶流上山城主）
  - 最上八楯
    - 天童頼貞（天童城主）
    - 延沢満延（野辺沢城主）
    - 長瀞守兼
    - 六田氏

  - 白岩氏（寒河江氏庶流白岩城主）
  - 溝延氏（寒河江氏庶流溝延城主）
  - 左沢氏（寒河江氏庶流左沢楯山城主）
  - 長崎中山氏（寒河江氏譜代中山城主）
  - 白鳥長久（谷地城主）
  - 蔵増頼真（蔵増城主）
  - 戸沢氏
  - 細川直元（小国城主）
  - 大宝寺義氏（大宝寺氏）
  - 伊達輝宗（伊達氏）
    - 小梁川盛宗（高畠城主）
    - 遠藤基信
    - 亘理元宗（亘理城主）
    - 目々沢丹後（奥山兼清の父）
    - 伊達宗澄（輝宗叔父）
    - 宮田宗綱
    - 原田宗政（原田宗時叔父）
    - 浜田大和守（宿老）
    - 白石宗利（白石城主）
    - 桑折宗長
    - 片倉藤左衛門（片倉景綱異母兄重継？）
    - 小山田筑前（笹谷口警護番）

## 「中野義時」について
従来、天正最上の乱の原因と経過は以下のように説明されていた。
すなわち、父・義守は気の強い義光よりもおとなしい次男・中野義時を偏愛し、義光を廃嫡して義時に家督を譲ろうとしたが果たせず、後に山形城主の座をあきらめ切れていなかった義時が父を担いで挙兵した。義光は義時の居城・中野城を攻め落として切腹させ、義時の子・備中丸は仙台へと逃れたという。
しかし、中野義時の名が一級史料には全く見当たらないことから、今日の研究では義時の存在は否定されている。また義時の不存在から、天正最上の乱自体の実在を疑う説もある。
ただし、光明寺本（1746年編纂）最上系図には、最上義光の弟に「中野殿」と見え、山形両所宮に義光・義時の争いが伝承として残るなど、最上義守が隠居した中野城に義光の弟がいた可能性までは否定されていない。また、「伊達輝宗日記」においても、乱のさなか中野某が伺候する様子が窺われる。
また、これとは別に、伊達晴宗・輝宗父子の対立について、出家して「栄林」と号した最上義守から伊達氏の重臣・牧野久仲に充てた某年5月の書状（『伊達正統世次考』に所収され、原文も「伊達家文書」として現存）が残っていることから、最上義守の隠居は永禄7年（1564年）と推定される伊達晴宗の隠居や元亀元年（1570年）4月の牧野久仲の失脚（元亀の変）以前の出来事でないと、文書の内容と矛盾が生じるとの指摘もある。これについて、粟野敏之は最上義守の隠居を永禄4年（1561年）頃と推定し、天正の乱は家督争いではなく家督継承後の義光による家中統制の強化に反発した家臣団が隠退していた義守を擁して起こした反乱であったとする説を唱えている。